# Cor Wolff
Cor Wolff was een Nederlandse topman van Shell en milieu-deskundige op het gebied van lekkende olie uit olietankers. Op 6 december 1993 verdween hij en pas in februari 2007 werd hij met zijn auto gevonden in de Ringvaart van de Haarlemmermeerpolder tijdens dregwerkzaamheden. Hij was vlak vóór zijn vermissing net teruggekeerd van een congres in Spanje. Twee weken na zijn verdwijning werd nog 2500 Nederlandse gulden afgeschreven van zijn bankrekening met behulp van zijn handtekening. 
DNA-onderzoek heeft uitgewezen dat het stoffelijk overschot in de gevonden auto van Cor Wolff was en een misdrijf werd door de politie uitgesloten.